# ソユーズ18号
ソユーズ18号(Soyuz 18、ロシア語: Союз 18)は、1975年のソビエト連邦の宇宙ミッションである。2番目で最後の乗組員がサリュート4号を訪れた。ピョートル・クリムクとヴィタリー・セバスチャノフが63日間というソビエト連邦の宇宙滞在期間の新記録を樹立し、また宇宙に同時に7人が滞在するというタイ記録を樹立した。

## 乗組員
- 船長 - ピョートル・クリムク
- フライトエンジニア - ヴィタリー・セバスチャノフ

### バックアップ
- 船長 - ウラジーミル・コワリョーノク
- フライトエンジニア - ユーリ・ポノマリョフ

## パラメータ
- 質量:6,825 kg
- 近点:186 km
- 遠点:230 km
- 軌道傾斜角:51.7°
- 軌道周期:88.6分

## ミッションハイライト
ソユーズ18号の乗組員は、失敗したソユーズ18a号のバックアップのメンバーで、ミッションの目的を引き継ぎ、前のソユーズ17号の作業を継続した。クリムクとセバスチャノフは、1975年5月24日に打ち上げられ、2日後にサリュート4号とドッキングした。乗組員は、すぐに分光計を修理し、気体分析器を交換し、水再生ポンプをハードポンプに切り替えた。
5月29日及び30日には生物学及び医学の実験が行われ、オアシスガーデンが始まった。恒星、惑星、地球やその大気の研究は、6月2日及び3日に行われた。2000枚の地球の写真と600枚の太陽の写真が撮影されたと言われている。
6月にはさらに医学の実験が行われ、タマネギ等の植物も育てられ、昆虫を用いた実験も行われた。
6月23日には、さらに進んだ医学の実験が行われ、乗組員はソユーズ17号が樹立したソビエト連邦の宇宙滞在記録を更新した。(全体の記録は、スカイラブ4号の乗組員の84日間)
7月3日、ミッションは、来たるアポロ・ソユーズテスト計画を超えて続けられることが発表された。重複を避けるため、ソユーズ18号の管制は、古いクリミアの管制センターから行われ、アポロ・ソユーズテスト計画のソユーズ19号はカリーニングラードの管制センターから管制が行われた。クリミアのセンターは、ソユーズ12号以降、使われていなかった。また、ソビエト連邦が互いに関連のない2つのミッションを同時に運用したのは、初めてのことだった。
アポロ・ソユーズテスト計画の乗組員は、7月15日と16日に地球を出発し、ソユーズ18号の乗組員がソユーズ19号の乗組員と通信する機会は、短い2度だけあった。合計7人が同時に宇宙に滞在していたのは、1969年にソユーズ6号、ソユーズ7号、ソユーズ8号で樹立した記録に並ぶものだった。アポロ・ソユーズテスト計画のアメリカ人宇宙飛行士が7月24日に地球に帰還した後は、1981年4月12日にSTS-1でスペースシャトルが打ち上げられるまでおよそ6年近く、有人宇宙飛行は、ソビエト連邦の独擅場となった。